# Ітікава (Хьоґо)

34°59′22″ пн. ш. 134°45′47″ сх. д. / 34.98944° пн. ш. 134.76306° сх. д.
Ітікава (яп. 市川町) — містечко в Японії, в повіті Кандзакі префектури Хьоґо.